# Jerome Robinson
Jerome Robinson (Raleigh, Carolina del Norte; 22 de febrero de 1997) es un baloncestista estadounidense que pertenece a la plantilla del Saint-Quentin Basket-Ball de la LNB Pro A francesa. Con 1,96 metros de estatura, juega en la posición de escolta.

## Trayectoria deportiva

### Universidad
Jugó tres temporadas con los Eagles del Boston College, en las que promedió 17,7 puntos, 3,8 rebotes, 3,3 asistencias y 1,3 robos de balón por partido. En su temporada júnior fue incluido en el mejor quinteto de la Atlantic Coast Conference.
Al término de su tercera temporada, se declaró elegible para el Draft de la NBA pero sin contratar agente, dejando abierta la puerta al regreso a la universidad, pero finalmente en abril desestimó su regreso.

#### Estadísticas
| Año     | Equipo         | PJ | PT | MPP  | %TC  | %3P  | %TL  | RPP | APP | ROB | TPP | PPP  |
| ------- | -------------- | -- | -- | ---- | ---- | ---- | ---- | --- | --- | --- | --- | ---- |
| 2015–16 | Boston College | 23 | 23 | 33.4 | .429 | .381 | .643 | 4.0 | 3.0 | 1.4 | .3  | 11.7 |
| 2016–17 | Boston College | 32 | 32 | 34.0 | .423 | .333 | .722 | 3.9 | 3.4 | 1.7 | .4  | 18.7 |
| 2017–18 | Boston College | 35 | 35 | 36.0 | .485 | .409 | .830 | 3.6 | 3.3 | .9  | .1  | 20.7 |
| Total   | Total          | 90 | 90 | 34.6 | .450 | .376 | .755 | 3.8 | 3.3 | 1.3 | .3  | 17.7 |

### Profesional
Fue elegido en la decimotercera posición del Draft de la NBA de 2018 por Los Angeles Clippers.
En su segunda temporada en Los Ángeles, el 6 de febrero de 2020, fue traspasado a los Washington Wizards en un intercambio entre tres equipos.
El 8 de abril de 2021 fue cortado por los Wizards, tras 38 encuentros en casi dos temporadas.
El 5 de enero de 2022 Robinson fue adquirido por los Santa Cruz Warriors de la NBA G League.
El 29 de septiembre de 2023 firmó un contrato dual con los Golden State Warriors.
El 3 de julio de 2024 firmó contrato con el Saint-Quentin Basket-Ball de la LNB Pro A francesa.

## Estadísticas de su carrera en la NBA

### Temporada regular
| Año     | Equipo        | PJ  | PT | MPP  | %TC  | %3P  | %TL  | RPP | APP | ROB | TPP | PPP |
| ------- | ------------- | --- | -- | ---- | ---- | ---- | ---- | --- | --- | --- | --- | --- |
| 2018-19 | L.A. Clippers | 33  | 0  | 9.7  | .400 | .316 | .667 | 1.2 | .6  | .3  | .1  | 3.4 |
| 2019-20 | L.A. Clippers | 42  | 1  | 11.3 | .338 | .284 | .579 | 1.4 | 1.1 | .3  | .2  | 2.9 |
| 2019-20 | Washington    | 21  | 5  | 24.0 | .397 | .349 | .763 | 3.3 | 2.0 | .7  | .4  | 9.4 |
| 2020-21 | Washington    | 17  | 6  | 17.9 | .295 | .262 | .800 | 2.2 | 1.5 | .7  | .4  | 4.9 |
| 2023-24 | Golden State  | 22  | 0  | 3.7  | .333 | .118 | .636 | .3  | .2  | .0  | .1  | 1.4 |
| Total   | Total         | 135 | 12 | 12.5 | .361 | .297 | .711 | 1.6 | 1.0 | .4  | .2  | 4.0 |

### Playoffs
| Año   | Equipo        | PJ | PT | MPP | %TC  | %3P  | %TL   | RPP | APP | ROB | TPP | PPP |
| ----- | ------------- | -- | -- | --- | ---- | ---- | ----- | --- | --- | --- | --- | --- |
| 2019  | L.A. Clippers | 5  | 0  | 9.2 | .357 | .500 | 1.000 | 1.2 | 1.4 | .4  | .0  | 3.6 |
| Total | Total         | 5  | 0  | 9.2 | .357 | .500 | 1.000 | 1.2 | 1.4 | .4  | .0  | 3.6 |